# Blas Valera
Blas Valera (Chachapoyas, Peru, 3 de fevereiro de 1545 — Málaga, Espanha, 2 de abril de 1597), foi o primeiro mestiço a ordenar-se como jesuíta no Peru.

## Primeiros anos
Filho do capitão espanhol Luis Valera, conquistador de Chachapoyas e encomendeiro de Chibalta e Quitaya e de Francisca Pérez, que, segundo algumas fontes, era uma princesa inca na corte de Atahualpa. 
Antes de ingressar no noviciado:
- aprendeu quéchua e espanhol;
- presenciou abusos cometidos pelos conquistadores contra a população nativa;
- teve contato com a cultura inca por meio de sua mãe;
- estudou em Trujillo (Peru), e artes (por dois anos) e teologia (por um ano) em Lima.

No dia 29 de novembro de 1568, ingressou no noviciado da Companhia de Jesus em Lima.
Após o noviciado, esteve em diferentes cidades, tais como:
- Huarochiri, em 1571;
- Cuzco, onde foi ordenado em 1573 e permaneceu até 1576;
- Juli, em (1577); e
- Potosi, em 1580.

## Condenação
Em 1583, devido a acusações, que segundo algumas versões incluíam violações do voto de castidade em Potosi, o Superior Geral dos Jesuítas, Cláudio Aquaviva se pronunciou favorável a sua expulsão da Companhia de Jesus. No entanto, em 1587, foi lhe oferecida a possibilidade de ingresso em outra ordem religiosa.
Por outro lado, existem estudiosos que questionam a existência de violações do voto de castidade. Esses afirmam que a punição aplicada contra Valera decorreu de sua defesa dos valores das culturas andinas, o que contrariava a tese da superioridade absoluta da cultura dos colonizadores, que era um dos elementos primordiais da ideologia colonialista. Portanto, sua condenação se fazia necessária para manter a boa relação entre a Companhia de Jesus e o Império Espanhol.
Em 1588, em decorrência de sua não aceitação da possibilidade de ingresso em outra congregação religiosa, sua pena foi comutada para 10 anos de suspensão, dos quais os primeiros 4 anos passaria encarcerado, em sua cela em uma residência jesuítica, e nos 6 anos seguintes poderia ouvir a missa e comungar na residência jesuítica, além de exercer ofícios manuais.
Em 11 de dezembro de 1592 foi enviado a Espanha, onde passaria a integrar a província jesuítica na Andaluzia.
Chegou a Lisboa em maio de 1595, e sua longa viagem teve interrupções para estadias em Quito e Cartagena (Colômbia).
Quando chegou à Andaluzia, sua pena foi mitigada e foi incumbido de ministrar classes de humanidades no colégio jesuítico em Cádiz, mais tarde, lhe foi permitido atuar como confessor de homens.

## Retorno ao Peru
Algumas fontes afirmam que a sua morte em 1597 foi um embuste, para possibilitar seu retorno clandestino ao Peru.
Em junho de 1598 partiu de Cádiz, depois de 45 dias de viagem chegou em Cartagena, depois foi para Barranquilha de onde começou a subir o Rio Magdalena em uma canoa e percorreu uma longa distância por terra até chegar em Bogotá, de onde partiu em direção à Quito. Depois partiu em direção à Cuzco, onde chegou em 1599, para lutar em defesa de um reino cristão inca, utilizando o nome de "Ruruiruna", apoiado pelos jesuítas Gonzalo Ruiz e João Anello Oliva, além de nativos que o ajudaram a esconder-se das autoridades. Morreu no ano de 1619.

## Legado
Colaborou com Alonso de Barzana e Bartolomeu de Santiago para traduzir versões do catecismo, do confessionário e do sermonário, resumidas por José de Acosta, do espanhol, para o quéchua. Essas traduções foram impressas por determinação do III Concílio Provincial de Lima (1582-1583).
Escreveu pelo menos 4 obras, sendo que a mais importante se perdeu quase em sua totalidade, em um incêndio provocado por um ataque pirata a Cádiz. Os fragmentos que restaram foram lidos por Garcilaso de la Vega e as informações foram utilizados para escrever "Comentarios reales de los incas" (1609) e "Historia general del Perú".
Alguns estudiosos sustentam que ele era o verdadeiro autor de uma obra obra denominada "Dichiaratione della Tavola del Regno del Perú", que foi entregue ao Papa em 1597, apesar de Contugi ter sido apresentado como autor dessa obra.
Alguns estudiosos defendem a tese de que ele foi autor do manuscrito denominado: "De las Costumbres antiguas de los naturales del Pirú", escrito entre 1594 e 1600, outros sustentam que o referido manuscrito teve como base, outra obra de Varela, denominada "De Tahuantinsuyu prischis gentibus", concluída em 1586"El manuscrito De las costumbres antiguas de los naturales del Pirú. Un enfoque nuevo sobre su historia y autoría", em espanhol, disponível na internet, acesso em 1º de setembro de 2018.</ref>.
Entre 1611 e 1615, juntamente com os jesuítas João Anello Oliva e Gonzalo Ruiz redigiu: "Nueva Crónica y Buen Gobierno", que teve como objetivo defender uma política que respeitasse a cultura andina em oposição a política de destruição daquela cultura, na época adotada pelo Império Espanhol. No entanto, esses preferiram atribuir a autoria dessa obra ao nativo Guaman Poma para evitar sanções contra a Companhia de Jesus.
Entre 10 de maio e 2 de julho de 1618, escreveu sua autobiografia foi denominada como: "Exul Immeritus Blas Valera populo suo", dedicada a Mutio Vitelleschi (Superior Geral da Companhia de Jesus) e à nobreza Inca, e dividida nos seguintes capítulos:
1. De vita mea (Mi vida);
2. Ignatio Loyolae (A Ignacio de Loyola);
3. De meis operibus (Mis Trabajos);
4. De sermone meo (Mi idioma);
5. De caelesti arcu, de sole, de quipubus regalis (El arco iris, el sol, los quipus reales);
6. Quipus Syllabarum Regales (Los quipus silábicos reales);
7. De quipu numeri atque yupana (Los quipus numéricos y la yupana);
8. Cequecuna (El conjunto de las líneas sagradas-ceques);
9. Paititin;
10. Ama chay campacpas canca Viracochas concaychu (No olvidéis Viracochas que también para vosotros será);
11. Ad finem litterae veniunt (Se llega al final del texto).

Apenas o Primeiro Capítulo está escrito em latim, sendo os demais escritos em quéchua.
Foi mencionado em "Historia et Rudimenta Linguae Piruanorum", escrito por por João Antonio Cumis, entre outros (obra que somente seria publicada em 1737).
Por meio de seus escritos enalteceu a cultura andina o que gerava questionamentos às atitudes colonialista do Império Espanhol, que tratava as culturas nativas como absolutamente inferiores.